# Eishockey-Landesliga Bayern 2014/15
Die Eishockey-Landesliga Bayern 2014/15 wurde unter dem Dach des Bayerischen Eissportverbandes (BEV) organisiert und ist nach der Bayernliga (Regionalliga) eine der fünfthöchsten Spielklassen im deutschen Eishockey.

## Saisonverlauf
Die Eishockey-Landesliga 2014/15 war die 67. Ausspielung dieser Liga. Meister sowie Aufsteiger in die Bayernliga 2015/16 wurde der EV Pegnitz und Vizemeister mit Aufstiegsrecht  der ESC Geretsried. Die Absteiger waren der SC Riessersee 1b, ERC Regen und der EV Regensburg 1b, der sich aus der Liga zurückzog.

### Modus
In der Saison 2013/14 spielte die Landesliga wie im Vorjahr in zwei Gruppen Nord/Ost und Süd/West. Dabei umfasste die Gruppe Nord/Ost Franken, die Oberpfalz, Niederbayern und das nördliche und das östliche Oberbayern; die Gruppe Süd/West Schwaben und den restlichen Teil von Oberbayern.
Wie bisher spielten die beiden Gruppen jeweils eine Einfachrunde aus. Nach dem Ende der Einfachrunde qualifizierten sich die jeweils Ersten und Zweiten jeder Gruppe für die Play-offs. Das Halbfinale wurde über Kreuz (Erster Süd/West gegen Zweiter Nord/Ost und umgekehrt) in Hin- und Rückspiel ausgespielt. Die Sieger des Halbfinales spielten in Hin- und Rückspiel den Bayerischen Landesliga-Meister und Direktaufsteiger aus. Der Vizemeister qualifizierte sich für die Relegation gegen den Letztplatzierten der Bayernliga.
Am Ende der Saison stiegen die Letztplatzierten der Hauptrunde in die Bezirksliga ab, ein weiteres Team zog sich aus der Liga zurück.

## Teilnehmer
Nicht mehr dabei waren die Aufsteiger der Vorsaison. Neu hinzukamen zwei Absteiger aus der Bayernliga, der dritte Bayernligaabsteiger EHC Mitterteich hat sich in die Bezirksliga zurückgezogen und die Aufsteiger aus der Bezirksliga. 

### Platzierungen Hauptrunde
| Landesliga Nord/Ost | Landesliga Süd/West |
| --- | --- |
|  1. EV Pegnitz - 2. ESC Vilshofen - 3. SC Bad Kissingen - 4. EHF Passau - 5. ERV Schweinfurt - 6. ERSC Amberg - 7. EV Dingolfing - 8. SE Freising - 9. VER Selb 1b - 10 TSV Trostberg - 11 ESC Haßfurt (A) - 12 DEC Frillensee Inzell  13 EV Regensburg 1b (R)  14 ERC Regen (A) |  1. ESC Geretsried - 2. EA Schongau - 3. EV Bad Wörishofen - 4. EHC Bad Aibling - 5. SC Reichersbeuern (N) - 6. SG Oberstdorf/Sonthofen 1b - 7. SC Forst - 8. EV Pfronten - 9. EHC Königsbrunn (N) - 10 ESC Kempten - 11 EV Fürstenfeldbruck - 12 ESV Burgau 2000 - 13 EC Bad Tölz 1b  14 SC Riessersee 1b |

Playoffteilnehmer fett gedruckt, (A) = Absteiger aus der Bayernliga, (N) = Neu in der Liga
  Bayerischer LL-Meister/Aufsteiger  Bayerischer LL-Vizemeister/Aufsteiger  Absteiger

### Meister-Playoffs
Die Halbfinal- und Finalspiele wurden im Best-of-Two-Modus ausgetragen.
|  | Halbfinale | Halbfinale     | Halbfinale | Halbfinale | Halbfinale |  |  | Finale | Finale         | Finale | Finale | Finale |
|  |            |                |            |            |            |  |  |        |                |        |        |        |
|  |            |                |            |            |            |  |  |        |                |        |        |        |
|  | N/O1       | EV Pegnitz     | 3          | 3          | 6          |  |  |        |                |        |        |        |
|  | S/W2       | EA Schongau    | 4          | 0          | 4          |  |  |        |                |        |        |        |
|  |            |                |            |            |            |  |  | N/O1   | EV Pegnitz     | 4      | 4      | 8      |
|  |            |                |            |            |            |  |  | S/W1   | ESC Geretsried | 2      | 1      | 3      |
|  | S/W1       | ESC Geretsried | 2          | 8          | 10         |  |  |        |                |        |        |        |
|  | N/O2       | ESC Vilshofen  | 1          | 6          | 7          |  |  |        |                |        |        |        |
|  |            |                |            |            |            |  |  |        |                |        |        |        |

- Bayerischer Landesligameister mit Aufstiegsrecht EV Pegnitz
- Bayerischer Landesliga-Vizemeister TuS Geretsried und qualifiziert für die Aufstiegsrelegation.

### Relegation Bayernliga – Landesliga
Die Relegationsspiele wurden im Best-of-Three-Modus ausgetragen.
Der EV Moosburg – Verlierer der Bayernliga-Playdowns – spielte gegen den Vizemeister der Landesliga Bayern.
| Spielpaarung                           | Serie | Spiel 1 | Spiel 2 | Spiel 3 |
| -------------------------------------- | ----- | ------- | ------- | ------- |
| EV Moosburg – ESC Riverrats Geretsried | 0:2   | 0:7     | 1:2     | -       |

Die Mannschaft von ESC Riverrats Geretsried war damit sportlich für die Bayernliga 2015/16 qualifiziert.